# Michael Contreras
Michael Jordan Contreras Araya (Iquique, 10 de fevereiro de 1993) é um futebolista chileno. Atualmente joga na Universidad de Chile como lateral-esquerdo.

## Carreira

### Deportes Iquique
Nascido em Iquique. Joga como lateral-esquerdo e lateral-direito. Estreou no Deportes Iquique em 2010, com apenas 17 anos de idade pela Copa Chile.
No Campeonato Chileno, em 2011, ganhou chances com o Treinador Víctor Hugo Sarabia, jogou alguns minutos contra o Universidad de Concepción, depois disso começou a ganhar mais chances com o Jorge Pellicer.
Com a chegada do Treinador Fernando Vergara em 2011, virou indiscutível e começou a se destacar por suas atuações no Torneo Clausura.

### Universidad de Chile
Devido a essas atuações, foi contratado pela Universidad de Chile por 300.000 US$.

## Seleção Chilena
Em 21 de dezembro, foi convocado pela primeira vez para a Seleção Chilena contra o Paraguai, onde Contreras fez um bom jogo mais acabou levando o segundo cartão amarelo e consequentemente sendo expulso.

## Estatísticas
Até 22 de fevereiro de 2013.

### Clubes
| Clube                | Temporada         | Campeonato nacional | Campeonato nacional | Copa nacional[a] | Copa nacional[a] | Competições continentais[b] | Competições continentais[b] | Outros torneios[c] | Outros torneios[c] | Total | Total |
| Clube                | Temporada         | Jogos               | Gols                | Jogos            | Gols             | Jogos                       | Gols                        | Jogos              | Gols               | Jogos | Gols  |
| -------------------- | ----------------- | ------------------- | ------------------- | ---------------- | ---------------- | --------------------------- | --------------------------- | ------------------ | ------------------ | ----- | ----- |
| Universidad de Chile | 2013              | 1                   | 0                   | 0                | 0                | 1                           | 0                           | 0                  | 0                  | 2     | 0     |
| Universidad de Chile | Total             | 1                   | 0                   | 0                | 0                | 1                           | 0                           | 0                  | 0                  | 2     | 0     |
| Total na carreira    | Total na carreira | 1                   | 0                   | 0                | 0                | 1                           | 0                           | 0                  | 0                  | 2     | 0     |

- a. ^ Jogos da Copa Chile
- b. ^ Jogos da Copa Libertadores e Copa Sul-Americana
- c. ^ Jogos do Jogo amistoso

## Títulos
Deportes Iquique
- Primera B: 2010
- Copa Chile: 2010